# Georges Thévenot
Georges Thévenot, né le 31 août 1899 à Ajain (Creuse) et mort le 14 septembre 1983 à Paris (14e arrondissement), agrégé de lettres, est un latiniste français.

## Biographie
Fils d'instituteurs, agrégé de lettres, Georges Thévenot est professeur au lycée Saint-Louis.
Il est co-auteur, avec René Morisset, des Lettres latines, ouvrage destiné aux latinistes lycéens.

## Œuvres
- Avec René Morisset, Les Lettres latines, Éditions de l'École, Paris, 1950, 1293 p.
- Avec René Morisset, Les Lettres latines : Virgile, Magnard, Paris, 1958, 164 p.